# Casa Fabra
La casa Fabra és un edifici al carrer de la Diputació, 329 al barri de la Dreta de l'Eixample de Barcelona, catalogat com a Bé Cultural d'Interès Local.

## Història
Va ser projectat l'any 1891 per l'arquitecte Enric Sagnier i Villavecchia per a Josep Fabra.

## Descripció
Es tracta d'un edifici de planta baixa, principal, quatre pisos. L'accés principal dona pas a una zona de vestíbul i a un celobert central rectangular en el qual s'hi localitza l'escala de veïns i l'ascensor.
La façana és estructurada en cinc eixos verticals, formant una composició axial al voltant de l'accés principal. Igualment està dividida en tres trams horitzontals: La planta baixa, les següents tres plantes amb una composició vertical al voltant d'un medalló central, i les dues últimes plantes pis amb el coronament.
La planta baixa s'obre al carrer per mitjà de cinc portals. El central, emmarcat per dos pilastres monumentals, dona accés a l'escala de veïns, mentre els portals laterals corresponen a les botigues de la planta baixa. El tram central s'organitza al voltant l'un element central a partir del balcó de la planta principal, situat sobre el portal d'entrada, i d'un medalló decoratiu esculpit de temàtica medieval, situat sobre aquell balcó. Aquesta composició central culmina amb un balcó corregut que ocupa la meitat de la tercera planta. Els balcons de la planta principal i els de l'eix central estan tancats per baranes de pedra amb una elaborada decoració, mentre que la resta tenen baranes de ferro colat. Aquest conjunt central contrasta amb els elements horitzontals del terç superior, amb el balcó corregut de la penúltima planta i la galeria superior amb obertures emmarcades per unes columnes de capitell amb decoració vegetal que fan de suport al coronament de l'edifici, amb un frontó rematat per un arc molt rebaixat que fa la funció de barana del terrat.
El vestíbul i el celobert central és l'espai que dona accés a l'immoble i en distribueix les diverses propietats horitzontals, amb dos habitatges per pis. S'hi accedeix a través del vestíbul de la porta principal, un senzill espai de planta on l'arrimador d'estuc granat dona pas a unes parets blanques on s'imita un carreuat. El sostre, element més destacat, té decoracions de guix amb temàtica vegetal. Depassat aquest espai trobem a la dreta l'escala de veïns i al fons l'ascensor.